# 21362 Dickarmstrong
21362 Dickarmstrong este o planetă minoră (asteroid), cu un diametru de 4,141 km, din centura de asteroizi. A fost descoperită pe 30 aprilie 1997 la Observatorul Național Kitt Peak de Spacewatch și a fost numită după Richard Lee Armstrong⁠(d). 
Obiectul prezintă o orbită caracterizată de o semiaxă mare de 2,898519 UAi, o excentricitate de 0,1, o înclinație de 3,37171 ° în raport cu ecliptica.